# Imitacja dźwięku

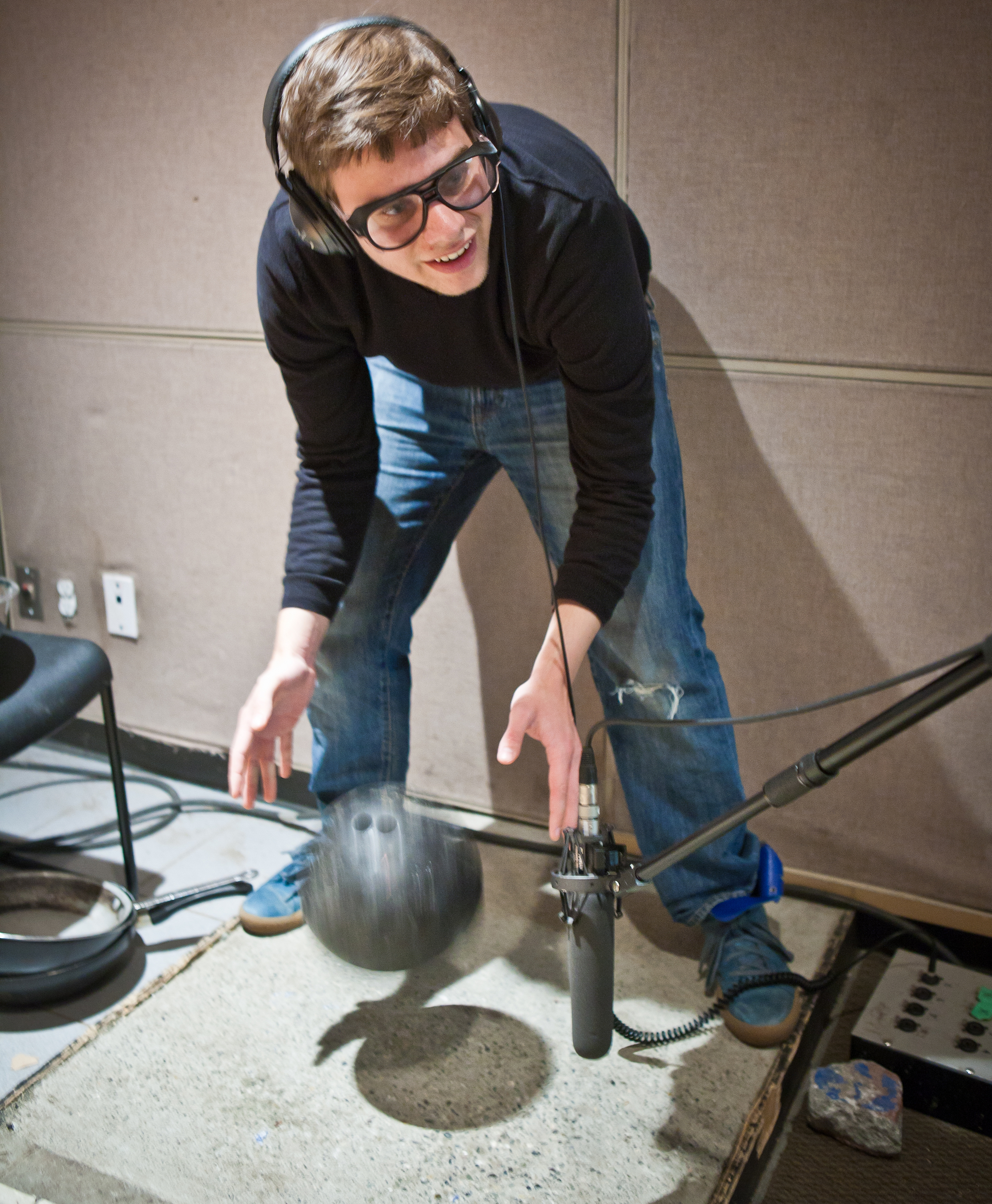
Imitator dźwięku podczas pracy

Imitacja dźwięku – nagranie efektów dźwiękowych, które są tworzone, przechwytywane i dodawane do filmu w postprodukcji. Nagrania dodają ścieżce dźwiękowej realizmu i głębi oraz upraszczają synchronizację dźwięków, są to dźwięki takie jak: odgłosy kroków, szeleszczenie ubrań, brzęczenie naczyń, otwieranie drzwi i trzaskanie oraz łamanie szkła i inne. Imitacja dźwięku może być także użyta do ubogacenia scen komedii lub akcji, oraz jest dodana do filmów dokumentalnych. Zazwyczaj dokonywana jest przez imitatorów dźwięku na scenie w studiu.
W Polsce technika znana także pod angielską nazwą foley, od nazwiska amerykańskiego dźwiękowca Jacka Foleya. W okresie Polskiej Rzeczypospolitej Ludowej podobną funkcję podczas nagrywania polskiego dubbingu do zagranicznych filmów i seriali spełniali dźwiękowcy. W celu oszczędzania pieniędzy sprowadzano do kraju kopie pozbawione tzw. tonu międzynarodowego (muzyki, odgłosów itd.), które dźwiękowcy nagrywali i odtwarzali we własnym zakresie.